# Craig Warnock
Pour les articles homonymes, voir Warnock.
Craig Warnock est un acteur britannique né le 22 février 1970 à Hammersmith, Londres.
Il est principalement connu pour avoir interprété le jeune héros du film de Terry Gilliam, Bandits, bandits, en 1981, âgé alors de 11 ans, performance pour laquelle il recevra une nomination au Saturn Award du meilleur acteur dans un second rôle en 1982 (la catégorie meilleur jeune acteur ne sera créée qu'en 1985).

## Filmographie partielle

### Cinéma
- 1981 : Bandits, bandits : Kevin

### Télévision
- 1983 : To the Lighthouse (téléfilm) : Jasper Ramsey

## Note
Il est musicien en piano clavier avec le groupe These Animal Men (en).

## Récompenses

### Nominations
- Saturn Award : Nomination au Saturn Award du meilleur acteur dans un second rôle 1982